# Bionicle Heroes
BIONICLE Heroes é um jogo de computador lançado em 2006, desenvolvido pela Eidos Interactive e pela Traveller's Tales para as plataformas PC, Xbox 360, Playstation 2, Gamecube, Game Boy Advance, Nintendo DS e Wii. 
Baseado na franquia BIONICLE, da LEGO, o enredo do jogo é baseado no arco da história BIONICLE lançado em 2006, com o jogador controlando o Toa Inika, fazendo-o lutar contra o Piraka e as suas criaturas.